# معركة جليانة

نصب تخليدا لمعركة جليانة

معركة جليانة وقعت هذه المعركة بمنطقة جليانة بمدينة بنغازي في 20 أكتوبر 1911 وتعتبر هي المعركة الأولى في بنغازي ضد الغزو الإيطالي.
وقد اشتركت في معركة جليانة حوالي واحد وثلاثين قطعة حربية من الأسطول البحري الإيطالي كان من أهمها كل من القطع الحربية التالية:
-السفينة الحربية فيتوريو عمانويل بقيادة اكتون.
-السفينة الحربية روما بقيادة لوفاتيللي.
-السفينة الحربية ريجينا هيلينا بقيادة كابيتشي.
-السفينة الحربية نابولي بقيادة فيلوبوني.
-السفينة الحربية آمالفي بقيادة روبيرتي.
قتل في هذه المعركة حوالي 500 ليبيّ.علي رأسهم الشهيد الشيخ امحمد حسن السعيطي ,وهشام الهاشمي   بعد انتهاء المعركة أقام الطليان نصب لامرأة تمسك بدرع من النحاس تخليدًا لقتلاهم. ثم إزالة النصب بعد الاستقلال وإنشاء نصب يخلد شهداء المعركة من الليبين.